# Vakuumgasöl
Das Vakuumgasöl ist ein Zwischenprodukt des Raffinationsprozesses von Erdöl. Es entsteht aus dem mineralischen Rohöl nach der Entsalzung, einer atmosphärischen Destillation sowie einer anschließenden Dampfdestillation. Aus dem entstandenen Vakuumgasöl werden anschließend über weitere Schritte wie die Hydrierung und das Cracken die Hauptprodukte des Erdöls produziert, zum einen das Motorenbenzin und zum anderen das Mitteldestillat, also der Dieselkraftstoff und das Heizöl.